# Communauté d'agglomération de Sénart
Pour les articles homonymes, voir Sénart (homonymie).
La communauté d'agglomération de Sénart est une ancienne communauté d'agglomération française, située dans le département de Seine-et-Marne en région Île-de-France.

## Historique
Elle a été créée le 17 juin 1984 sous le nom de Melun-Sénart en remplacement de deux « Syndicats communautaires d'aménagement » (SCA) de la ville nouvelle de Sénart, le Grand-Melun et Sénart-Villeneuve. À cette occasion, les communes de Melun, Seine-Port et du Mée-sur-Seine ont quitté la structure intercommunale.
Le 23 avril 1997 le SAN prend l'appellation de syndicat d'agglomération nouvelle de Sénart-Ville Nouvelle en retirant Melun de son nom. Le 1er janvier 2015, le SAN est transformée en communauté d'agglomération.
Le 1er janvier 2016, elle a fusionné  avec les communautés d'agglomération de Évry Centre Essonne, Seine-Essonne et Sénart en Essonne ainsi que la commune de Grigny pour former la communauté d'agglomération Grand Paris Sud Seine Essonne Sénart.

## Composition
elle regroupait huit communes au 1er janvier 2015 :
| Nom               | Code Insee | Gentilé        | Superficie (km2) | Population (dernière pop. légale) | Densité (hab./km2) |
| ----------------- | ---------- | -------------- | ---------------- | --------------------------------- | ------------------ |
| Lieusaint (siège) | 77251      | Lieusaintais   | 11,97            | 12 131 (2014)                     | 1 013              |
| Cesson            | 77067      | Cessonnais     | 6,98             | 9 805 (2014)                      | 1 405              |
| Combs-la-Ville    | 77122      | Combslavillais | 14,48            | 22 110 (2014)                     | 1 527              |
| Moissy-Cramayel   | 77296      | Moisséens      | 14,28            | 17 606 (2014)                     | 1 233              |
| Nandy             | 77326      | Nandéens       | 8,56             | 5 846 (2014)                      | 683                |
| Réau              | 77384      | Réaltais       | 13,32            | 1 774 (2014)                      | 133                |
| Savigny-le-Temple | 77445      | Savigniens     | 11,97            | 30 172 (2014)                     | 2 521              |
| Vert-Saint-Denis  | 77495      | Verdionysiens  | 16,13            | 7 156 (2014)                      | 444                |

## Démographie
| 2007   | 2012    |
| ------ | ------- |
| 97 396 | 103 321 |

## Administration

Localisation dans le département.

### Liste des présidents
| Période | Période       | Identité              | Étiquette | Qualité       |
| ------- | ------------- | --------------------- | --------- | ------------- |
| 1987    | 2014          | Jean-Jacques Fournier | P.S.      |               |
| 2014    | décembre 2015 | Michel Bisson         | P.S       | Ingénieur EDF |

### Siège
Hôtel de la Communauté - Carré Sénart, 9, allée de la Citoyenneté BP 6, 77567 Sénart Lieusaint Cedex.